# Jasenica (miasto Valjevo)
Jasenica (cyr. Јасеница) – wieś w Serbii, w okręgu kolubarskim, w mieście Valjevo. W 2011 roku liczyła 438 mieszkańców.